# Tennessee Williams
Tennessee Williams, pseudônimo de Thomas Lanier Williams III (Columbus, 26 de março de 1911 – Nova Iorque, 25 de fevereiro de 1983), foi um dramaturgo estadunidense.
Williams foi o vencedor do Prémio Pulitzer de Teatro por A Streetcar Named Desire em 1948 e por Cat on a Hot Tin Roof em 1955. Suas peças The Glass Menagerie (1944) e The Night of the Iguana (1961) receberam o Prêmio New York Drama Critics' Circle. Sua peça The Rose Tattoo, de 1952,  recebeu o Tony Award de melhor peça. Em 1980, foi presenteado com a Medalha Presidencial da Liberdade pelo presidente Jimmy Carter.

## Biografia

### Infância e educação
Williams nasceu em Columbus, Mississippi, na casa de seu avô Pedro, o pastor local. Seu pai, Cornelius Williams, era um vendedor de sapatos viajante, alcoólatra e viciado em jogos de aposta, e que se tornou extremamente abusivo à medida que seus filhos cresciam. O pai favorecia mais seu irmão Dakin, talvez devido ao fato de Tennessee ter sido mais frágil e doente; teve difteria na infância, e ficou um ano fora da escola, tornando-se um menino introspectivo, passando todo o tempo só em volta dos livros. A mãe de Tennessee, Edwina Dakin Williams, tinha o humor instável. Williams buscou inspiração para escrever, mediante os muitos problemas familiares. Segundo ele mesmo declarou em uma entrevista concedida na década de 1970: "Descobri na escrita uma fuga de um mundo real no qual me sentia profundamente desconfortável". Para fugir à insensibilidade paterna, Tennessee refugiou-se em seu quarto, que pintou de branco e enfeitou com miniaturas de animais de vidro o que mais tarde serviu de inspiração para a peça “The Glass Menagerie”, em 1945.
Em 1918, quando Williams tinha 7 anos, a família se mudou para University City, Missouri, e ele frequentou a Soldan High School, fato que usou em sua peça The Glass Menagerie, e depois a University City High School. Em 1927, aos dezesseis anos, Williams recebeu um prêmio de cinco dólares por um ensaio publicado no Smart Set, intitulado "Can a Good Wife Be a Good Sport?". Um ano depois, publicou "The Vengeance of Nitocris", no Weird Tales.
Nos anos 30, Williams frequentou a University of Missouri, onde se filiou à fraternidade Alpha Tau Omega. Posteriormente transferiu-se para a Washington University, em St. Louis, Missouri por um ano, e finalmente graduou-se, em 1938, na University of Iowa, onde escreveu "Spring Storm". Quando foi recusado pelo exército, sofreu nova ofensiva do pai, que era veterano de guerra; o pai o obrigou a abandonar o jornalismo e a se empregar em uma fábrica de calçados. Começou então a se viciar em bebida alcoólica, e foi internado em um sanatório. Na época, Williams escreveu Cairo, Shanghai, Bombay!, que foi a primeira produção teatral, em 1935, da comunidade de teatro Glenview, em Memphis. Estudou depois na The New School, em Nova York.
Aos 26 anos de idade, escolheu o nome “Tennessee” em função dos dois anos felizes que passou em Nashville.
Posteriormente, participou de um concurso de dramaturgia em Nova Iorque, enviando quatro peças de um ato, sob o nome de American Blues, e foi premiado com 100 dólares, além de ser convidado por uma agente de Holywood que, impressionada com seus textos, o chamou para escrever roteiros de cinema. O único roteiro que conseguiu concluir, porém, foi recusado, e ele perdeu o contrato.
Em 1944, escreve a primeira peça realmente estruturada em termos teatrais, "The Glass Menagerie", que foi encenada com estrondoso êxito de público e crítica, iniciando assim sua carreira de sucesso sua entrada para o mainstream. 
Várias de suas peças seguintes alcançaram sucesso: "A Streetcar Named Desire", "Summer and Smoke", entre outras. 
Williams viveu por um tempo no French Quarter, de New Orleans, Louisiana, mudou-se para lá em 1939, para escrever para a WPA. Inicialmente viveu na Toulouse Street, n. 722, o ambiente de sua peça de 1977 Vieux Carré. O edifício é parte da The Historic New Orleans Collection. Começou a escrever A Streetcar Named Desire (1947) enquanto estava na St. Peter Street, n. 632, e a terminou mais tarde, em Key West, Flórida, para onde se mudou nos anos 40.
Com a morte do pai, em 1956, e do avô, em 1958, Tennessee começou a fazer psicanálise, e a peça “Suddenly, Last Summer” é considerada a primeira peça de sua fase “psiquiátrica” ou “antropofágica”. Após a alta de sua terapia, Tennessee ingressou numa nova etapa, a partir de 1959. Após vários sucessos, a peça de 1968 “The Seven Descendents of Myrtle” foi muito criticada, e apenas em 1970 ele se voltou a expor publicamente, mas com uma linguagem mais fria. Mas “Dragon Country”, sua coletânea de peças da época, não o reconciliou com a crítica.

### Relacionamentos

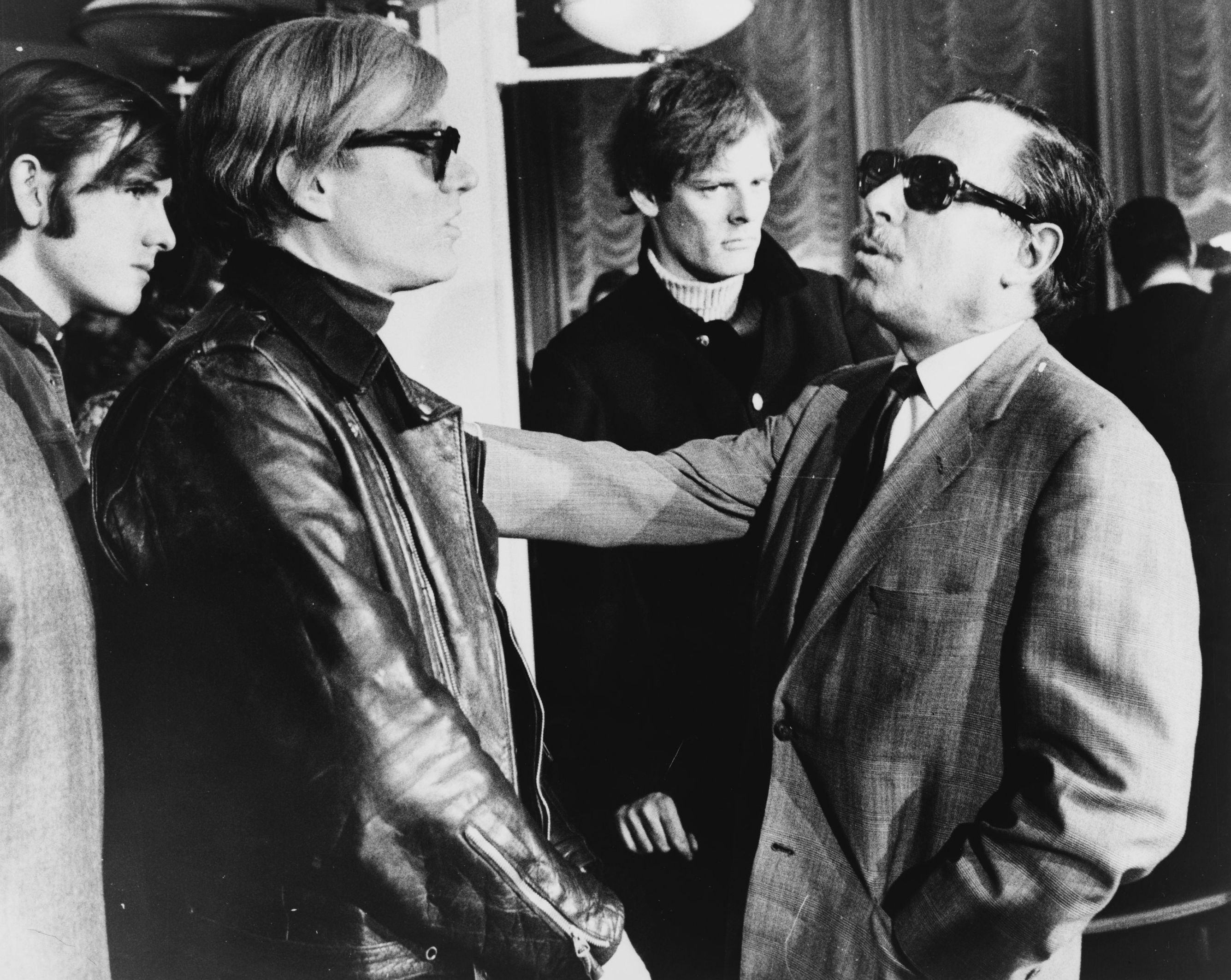
Williams ao lado de Andy Warhol, em 1967.

Williams era muito próximo de sua irmã Rose, que apresentara sintomas de esquizofrenia desde jovem, e fora internada em diversos hospitais psiquiátricos. Sem responder muito à terapia, Rose apresentava tendências paranóides e foi submetida, sob autorização dos pais, a uma lobotomia, realizada em 1937, em Knoxville, Tennessee, cirurgia essa que incapacitou Rose para o resto da vida. Williams nunca perdoou seus pais, e esse pode ter sido um dos fatores que contribuíram para o seu alcoolismo e dependência química de anfetaminas e barbitúricos, muitas vezes prescritos pelo Dr. Max Feelgood Jacobson.
Enquanto estava em New Orleans, Williams encontrou e se apaixonou por Frank Merlo, que tinha servido na Marinha dos Estados Unidos na Segunda Guerra Mundial.
O relacionamento de Williams com Frank Merlo durou de 1947 até a morte de Merlo, com câncer, em 1963. A estabilidade amorosa permitiu que Williams criasse seus trabalhos mais duradouros, pois Merlo ofereceu o equilíbrio durante as frequentes crises de depressão de Williams.

### Morte
Williams morreu em seu quarto no Hotel Elysee, em Nova York. Ele se engasgou com uma tampa de plástico do tipo usado em frascos de spray nasal ou colírio. O relatório policial, entretanto, sugeriu que o uso de barbitúricos e álcool encontrados no quarto, contribuiu para sua morte visto que isso pode ter diminuído os seus reflexos.
O funeral de Williams foi em 3 de março de 1983, no St. Malachy's Roman Catholic Church, em Nova York, e foi enterrado no Calvary Cemetery, em St. Louis, Missouri. Williams dissera diversas vezes aos seus amigos que gostaria de ser sepultado no mar, aproximadamente no mesmo local do poeta Hart Crane, que considerava o seu maior influenciador.
Williams deixou seus direitos autorais para a The University of the South, em Sewanee, Tennessee, em homenagem a seu avô, Walter Dakin, que fôra um aluno dessa universidade. Quando a sua irmã Rose morreu, em uma instituição para doentes mentais, ela deixou $7 milhões de dólaresde sua parte e da parte de Williams, para a University of the South.
Em 1989, a University City Loop (em um subúrbio de St. Louis) colocou Tennessee Williams na sua St. Louis Walk of Fame.

## Obras
Exemplos de comparações tradicionais que reduzem sua obra em peças biográficas: aventa-se que algumas poucas de suas personagens femininas de apenas algumas obras mais famosas podem ter sido inspiradas em sua irmã Rose, e vários personagens podem ter sido inspirados por outros membros da família.

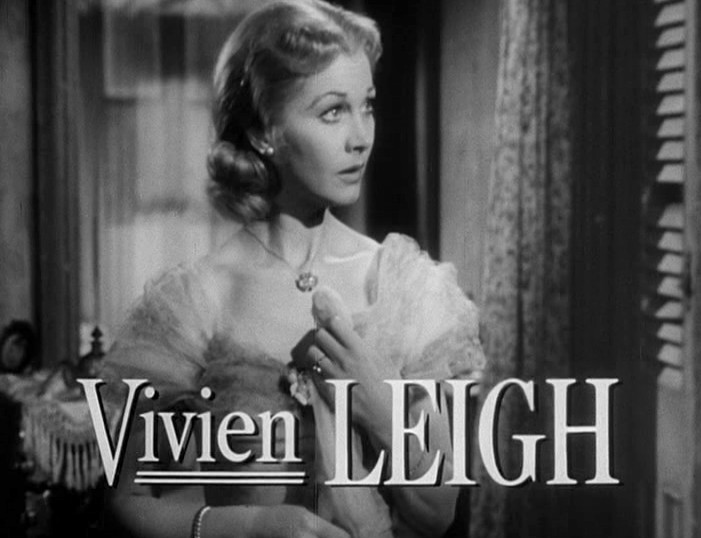
Vivien Leigh como Blanche DuBois no filme A Streetcar Named Desire (1951), baseado na peça de Williams.

Laura Wingfield, em The Glass Menagerie foi inspirada em Rose, e alguns biógrafos aventam a possibilidade de Blanche DuBois, em A Streetcar Named Desire também ter sido inspirada em sua irmã.
Amanda Wingfield em The Glass Menagerie pode ter representado sua mãe Edwina, e personagens tais como Tom Wingfield em The Glass Menagerie, e Sebastian em Suddenly, Last Summer representam o próprio autor. Usou, também, a operação de lobotomia como elemento em Suddenly, Last Summer.

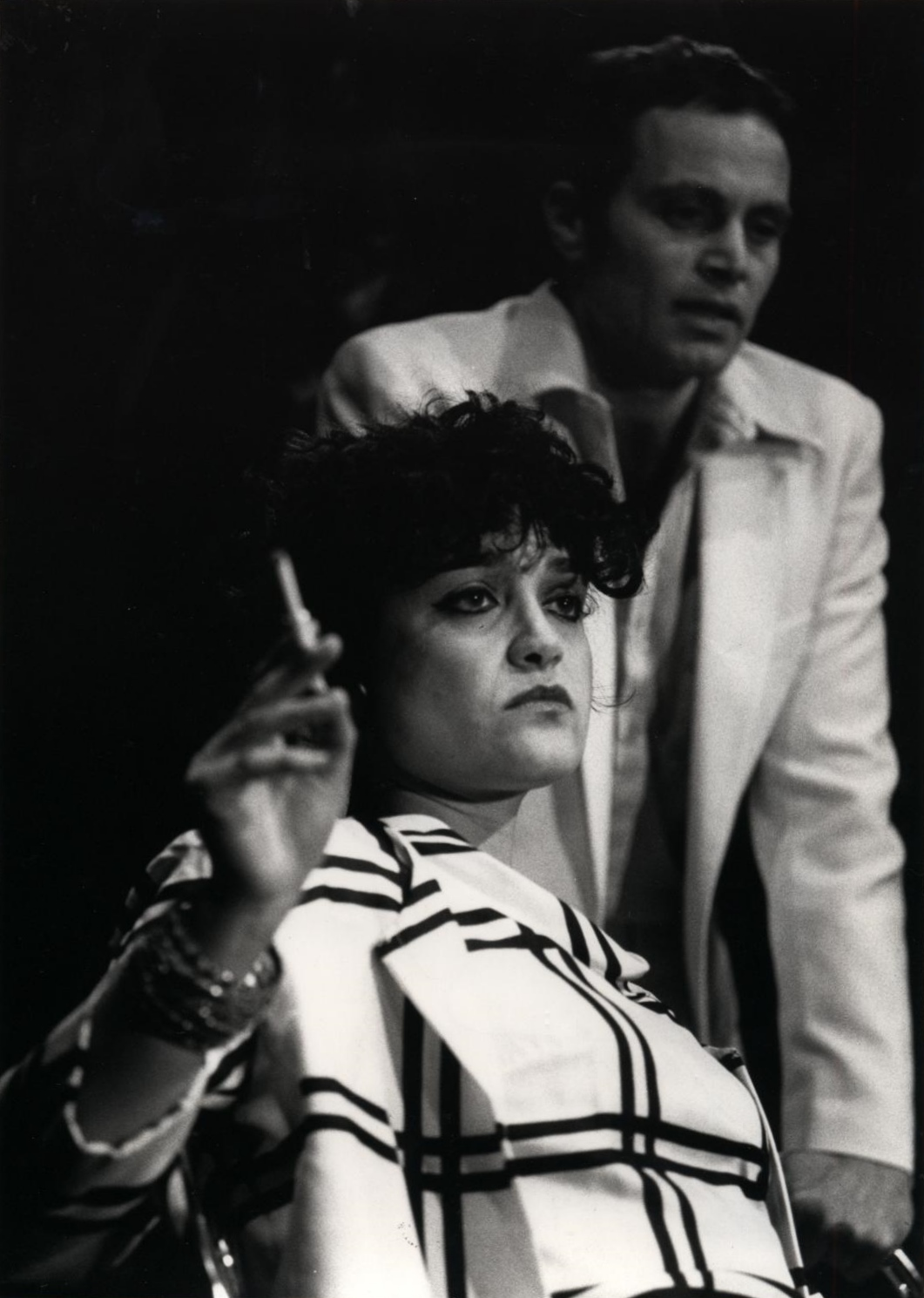
Angelique Rockas as Miriam (In the Bar of a Tokyo Hotel)

O Prêmio Pulitzer de Teatro foi recebido por A Streetcar Named Desire, em 1948 e por  Cat on a Hot Tin Roof, em 1955. Essas duas peças foram filmadas, com grande sucesso, por Elia Kazan, com quem Williams tinha boas relações, e por Richard Brooks. Ambas fazem referência a elementos tais como homossexualidade, instabilidade mental e alcoolismo. Embora The Flowering Peach, de Clifford Odets, ter sido a escolha do juri do Pulitzer em 1955, Joseph Pulitzer Jr., presidente do conselho, tinha visto Cat on a Hot Tin Roof e deu o mérito à obra; o conselho apoiou-o após considerável discussão.
Williams escreveu Something Cloudy, Something Clear quando tinha 29 anos e trabalhou nele por toda a vida. Considera-se uma descrição autobiogáfica sobre um romance em Provincetown, Massachusetts. Essa peça foi produzida pela primeira vez em 1º de outubro de 2006, em Provincetown, pela companhia Shakespeare on the Cape, como parte do First Annual Provincetown Tennessee Williams Festival.
The Parade, or Approaching the End of a Summer trata de vários trabalhos publicados pela New Directions, na primavera de 2008; foi editada e lançada por Annette J. Saddik, estudiosa de Williams. Essa coleção de peças experimentais foi intitulada The Traveling Companion and Other Plays.
Uma das últimas peças de Williams, A House Not Meant to Stand, é uma comédia gótica publicada em 2008 pela New Directions, com prefácio de Gregory Mosher e introdução de Thomas Keith. Williams chamava sua última peça de "Southern gothic spook sonata." A personagem principai do pai teria sido inspirada em seu próprio pai. Nesta obra, a casa que é corroída por cupins seria uma metáfora para mostrar a decadência da sociedade burguesa e preconceituosa, desde que a peça trata da volta ao lar do filho homossexual.
Sua última peça assinada foi de janeiro de 1983, ele viria a falecer exatamente um mês depois, e se chama The One Exception, cuja personagem Kyra aguarda a internação em um manicômio, rememorando sua mais famosa personagem, Blanche.

## Peças principais
| - Beauty Is the Word (1930) - Cairo! Shanghai! Bombay! (1935) - Candles to the Sun (1936) - The Magic Tower (1936) - Fugitive Kind (1937) - Spring Storm (1937) - Summer at the Lake (1937) - The Palooka (1937) - The Fat Man's Wife (1938) - Not about Nightingales (1938) - Adam and Eve on a Ferry (1939) - Battle of Angels (1940) - The Long Goodbye (1940) - Auto Da Fé (1941) - The Lady of Larkspur Lotion (1941) - At Liberty (1942) - The Pink Room (1943) - The Gentleman Callers (1944) - The Glass Menagerie (1944) ("Algemas de Cristal") - You Touched Me (1945) - Moony's Kid Don't Cry (1946) - This Property Is Condemned (1946) - Twenty-Seven Wagons Full of Cotton (1946) - Portait of a Madonna (1946) - The Last of My Solid Gold Watches (1947) - Stairs to the Roof (1947) - A Streetcar Named Desire (1947) - Summer and smoke (1948) (Brasil: Almas de Pedra / Portugal: Fumo de Verão) - The Roman Spring of Mrs. Stone (1950) ("A Primavera da Sra. Stone") - I Rise in Flame, Cried the Phoenix (1951) | - The rose tattoo (1951) ("A Rosa Tatuada") - Camino real (1953) - Talk to me like the rain and let me listen (1953) ("Fala Comigo Doce como a Chuva") - Hello from Bertha (1954) - Lord Byron's love letter (1955) - libretto - Three Players of a Summer Game (1955) - Cat on a Hot Tin Roof (1955) ("Gata em Teto de Zinco Quente") - The Dark Room (1956) - The Case of the Crushed Petunias (1956) - Baby Doll (1956) - argumento original - Orpheus descending (1957) (" A Descida de Orfeu") - Suddenly, last summer (1958) ("De Repente, no Último Verão") - A Perfect Anaysis Given by a Parrot (1958) - Garden District (1958) - Something Unspoken (1958) - Sweet bird of youth (1959) ("Doce Pássaro da Juventude") - The Purification (1959) - And Tell Sad Stories of the Deaths of Queens (1959) - Period of Adjustment (1960) ("Período de Ajustamento") - The Night of the Iguana (1961) ("A Noite do Iguana") - The Milk Train Doesn't Stop Here Anymore (1963) - The Eccentricities of a Nightingale (1964) | Grand (1964) - Slapstick Tragedy (The Mutilated and The Gnädiges Fräulein) (1966) - The Mutilated (1967) - Kingdom of Earth / Seven Descents of Myrtle (1968) - Now the Cats with Jewelled Claws (1969) - In the Bar of a Tokyo Hotel (1969) - Will Mr. Merriweather Return from Memphis? (1969) - I Can't Imagine Tomorrow (1970) - The Frosted Glass Coffin (1970) - Small Craft Warnings (1972) - Out Cry (1973) - The Two-Character Play (1973) - The Red Devil Battery Sign (1975) - Demolition Downtown (1976) - This Is (An Entertainment) (1976) - Vieux Carré (1977) - Tiger Tail (1978) - Kirche, Kŭche und Kinder (1979) - Creve Coeur (1979) - Lifeboat Drill (1979) - Clothes for a Summer Hotel (1980) - The Chalky White Substance (1980) - This Is Peaceable Kingdom / Good Luck God (1980) - Steps Must be Gentle (1980) - The Notebook of Trigorin (1980) - Something Cloudy, Something Clear (1981) - A House Not Meant to Stand (1982) - The One Exception (1983) |

## Peças de um ato
Tennessee Williams escreveu 70 peças de um ato em sua vida, as quais exploram os mesmos temas que dominam as peças mais longas. A maior parte foi publicada pela New Directions, em Nova York.
- American Blues - Five Short Plays (1948)
- Mister Paradise and Other One-Act Plays
- Dragon Country: a book of one-act plays
- The Traveling Companion and Other Plays
- 27 Wagons Full of Cotton and Other Plays
- The Theatre of Tennessee Williams, Volume VI
- The Theatre of Tennessee Williams, Volume VII

## Histórias curtas
- The Vengeance of Nitocris (1928) ("A vingança de Nitócris")
- The Field of Blue Children (1939) ("O Campo das Crianças Tristes")
- The Resemblance Between a Violin Case and a Coffin (1951)
- Hard Candy: a Book of Stories (1954)
- Three Players of a Summer Game and Other Stories (1960)
- The Knightly Quest: a Novella and Four Short Stories (1966)
- One Arm and Other Stories (1967)
- Eight Mortal Ladies Possessed: a Book of Stories (1974)
- Tent Worms (1980)
- It Happened the day the Sun Rose, and Other Stories (1981)

## Tennessee Williams no cinema
Depois de Shakespeare, Williams foi o dramaturgo mais adaptado para o cinema. Apesar de muitas dessas adaptações não terem correspondido à expressividade das peças de Williams, o clima psicológico dos temas foi o suficiente para a valorização dos filmes.
Filmografia:
- The Glass Menagerie (1950) (“À Margem da Vida”/ “Algemas de Cristal”)[nota 1]. Foi dirigido por Irving Rapper, em 1950, tendo no elenco Gertrude Lawrence, Kirk Douglas e Jane Wyman, é considerado um filme autobiográfico e foi o primeiro grande sucesso de Williams no cinema.
- A Streetcar Named Desire (“Uma Rua Chamada Pecado”, cuja tradução em livro, no Brasil, seguiu o original inglês, “Um Bonde Chamado Desejo”), dirigido por Elia Kazan, em 1951. Kazan já dirigira a peça na Broadway, em 1947, e a seu pedido Williams escreveu o roteiro do filme. Ambos escolheram Marlon Brando para o papel principal. Vivien Leigh, que interpretara a peça em Londres, sob a direção de Laurence Olivier, substituiu Jessica Tandy, que interpretara Blanche Dubois na peça da Broadway. O filme enfrentou problemas com a censura, em especial da igreja católica, na época, devido à cena em que Brando está com a camisa rasgada, sob as escadas, gritando pela esposa. Vivien Leigh recebeu o Oscar de atriz por esse filme, assim como Karl Malden e Kim Hunter receberam o Oscar de coadjuvantes. Brando foi indicado ao Oscar de ator, mas perdeu para Humphrey Bogart em The African Queen (“Uma Aventura na África”). Foi indicado ao Oscar de filme de 1951, perdendo para An American in Paris (“Sinfonia em Paris”), e Elia Kazan, indicado ao Oscar de direção, perdeu para George Stevens, com o filme A Place in the Sun (“Um Lugar ao Sol”).
- The Rose Tattoo (“A Rosa Tatuada”) foi dirigido por Daniel Mann, em 1955, e teve Anna Magnani e Burt Lancaster como intérpretes. William, arrebatado pelo talento de Magnani, escreveu a peça para ela, e vendeu seus direitos a preço irrisório para Hal Nallis, apenas para exigir duas coisas: ele mesmo escreveria o roteiro e Magnani seria a intérprete. A atriz ganhou o Oscar de 1955 com tal interpretação. Marisa Pavan foi indicada ao Oscar de atriz coadjuvante pelo mesmo filme, perdendo para Jo Van Fleet em East of Eden (“Vidas Amargas”), e o filme foi indicado ao Oscar, perdendo para Marty (“Marty”).
- Baby Doll (“Boneca de Carne”) foi dirigido por Elia Kazan, em 1956. A obra nasceu da união de duas peças curtas que Kazan encomendara a Williams, The Unsatisfactory Supper e Twenty-Seven Wagons Loads of Cotton. Com Carrol Baker, Karl Malden e Eli Wallach, o filme causou escândalo na época. Carrol Baker foi indicada ao Oscar de atriz, perdendo para Ingrid Bergman em Anastasia (“Anastácia, a Princesa Esquecida”), e Mildred Dunnock ao de atriz coadjuvante, tendo perdido para Dorothy Malone em Written on the Wind (“Palavras ao Vento”).
- Cat on a Hot Tin Roof (“Gata em Teto de Zinco Quente”), dirigido por Richard Brooks, em 1958, com Elizabeth Taylor, Paul Newman e Burl Ives. Foi indicado ao Oscar de filme e diretor, mas os ganhadores foram Gigi (“Gigi”) e Vincente Minnelli. Newman e Taylor também foram indicados ao Oscar, mas foram derrotados por David Niven, em Separate Tables (“Vidas Separadas”) e Susan Hayward, em I Want to Live (“Quero Viver”).
- Suddenly, Last Summer (“De Repente, no Último Verão”) foi dirigido por Joseph L. Mankiewicz, em 1959. O roteiro foi desenvolvido por Williams e Gore Vidal, e no elenco estão Elizabeth Taylor, Katharine Hepburn e Montgomery Clift. Taylor foi indicada ao Oscar de atriz, o qual foi ganho por Simone Signoret em Room at the Top (“Almas em Leilão”).
- The Fugitive Kind (“Vidas em Fuga”), dirigido por Sidney Lumet, em 1959, foi na verdade a sua primeira peça, Orpheus Descending, revisão de um fracasso que fora apresentada em 1940. Williams queria Brando e Magnani como intérpretes, mas assim que se viram, os dois atores se odiaram instantaneamente.[8]
- The Roman Spring of Mrs. Stone (“Em Roma, na Primavera”) foi dirigido por José Quintero, em 1961, tendo Vivien Leigh e Warren Beatty como intérpretes.
- Summer and Smoke (“Anjo de Pedra”), dirigido por Peter Glenville, em 1961, com Geraldine Page, numa versão bastante criticada e discutida.[nota 2] Geraldine Page e Una Merkel foram indicadas ao Oscar de atriz e atriz coadjuvante, respectivamente, porém as ganhadoras foram Sophia Loren, em La Ciociara (“Duas Mulheres”), como atriz, e Rita Moreno em West Side Story (“Amor, Sublime Amor”), como coadjuvante.
- Sweet Bird of Youth (“Doce Pássaro da Juventude”), dirigido por Richard Brooks, em 1962, teve Paul Newman, Geraldine Page, Shirley Knight e Ed Begley como intérpretes, este último agraciado com o Oscar de ator coadjuvante de 1962. Page e Shirley Knight foram indicadas como atriz e coadjuvante, mas as ganhadoras foram Anne Bancroft e Patty Duke, ambas em The Miracle Worker (“O Milagre de Anne Sullivan”).
- Períod of Adjustement (“Marcha Nupcial”) foi dirigido por George Roy Hill em 1962.
- The Night of the Iguana (“A Noite do Iguana”), dirigido por John Huston, em 1964, com Richard Burton, Ava Gardner, Deborah Kerr, Sue Lyon, foi filmado no México, a 100 quilômetros de Acapulco. Já tinha sido um sucesso na Broadway, com Bette Davis.
- This Property is Condemned (“Esta Mulher é Proibida”) foi dirigido por Sidney Pollack em 1966, e tinha Robert Redford no elenco.
- Boom! (“O Homem que veio de Longe”) foi dirigido por Joseph Losey, em 1968, com Elizabeth Taylor e Richard Burton, baseado na peça “The Milk Train Doesn’t Stop Here Anymore”
- Last of the Mobile Hots-shots foi dirigido por Sidney Lumet em 1970, com Lynn Redgrave e James Coburn.
- The Glass Menagerie (1973) foi filmado para a TV em 1973, sob direção de Anthony Harvey e estrelando Katharine Hepburn, Sam Waterston e Joanna Miles.
- Noir et Blanc foi dirigido por Claire Denis em 1985.
- The Glass Menagerie  (1987) (“À Margem da Vida”) foi a refilmagem dirigida por Paul Newman, em 1987, com Joanne Woodward, John Malkovich e Karen Allen.
- A Streetcar Named Desire ("Um Bonde Chamado Desejo") foi adaptado para a televisão em 2003, com Jessica Lange no papel de Blanche DuBois, Alec Baldwin no papel de Stanley Kowalski, Diane Lane no papel de Stella e John Goodman no papel de Mitch.